# Янатьев, Пётр Борисович
Пётр Борисович Янатьев (17 июня 1896, село Большой Янисоль, Мариупольский уезд, Екатеринославская губерния, Российская империя — 20 сентября 1987, Амвросиевский район, Донецкая область, Украинская ССР) — директор свиноводческого совхоза «Металлист» Министерства совхозов СССР, Амвросиевский район Сталинской области, Украинская ССР. Герой Социалистического Труда (1949).

## Биография
Родился в 1896 году в крестьянской семье в селе Большой Янисоль (сегодня — посёлок Великая Новосёлка). Рано осиротев, воспитывался у своего дяди. В 1916 году окончил Харьковское среднее сельскохозяйственное училище, после которого трудился участковым агрономом Конотопского уездного земства Черниговской губернии, агрономом Киевского губернского продовольственного комитета. В первые советские годы — на различных административных и ответственных должностях в уездных губернских органах в Киеве, Чернигове и Донбассе.
В 1925 году назначен директором племенного совхоза «Большевик» Донецкой области, с 1937 года — директор овощесовхоза в селе Айдар-Николаевка Луганской области. В марте 1938 года арестован НКВД по ложному доносу, был оправдан и продолжил занимать руководящие должности в Сталинской области. После начала Великой Отечественной войны вместе с семьёй находился в эвакуации.
С 1944 года после освобождения Сталинской области от оккупации назначен директором свиноводческого совхоза «Металлист» с центральной усадьбой в посёлке Войковский Амвросиевского района. Занимался восстановлением разрушенного совхозного хозяйства, которое в последний довоенный 1940 год произвело 3300 тонн зерновых, 7227 центнеров молока и 2036 центнеров свинины. Довоенное поголовье свиней составляло 3,3 тысячи голов. После войны в совхозе осталась только одна мастерская, одна автомашина ГАЗ-А и пара лошадей. За короткое время вывел колхоз в число передовых сельскохозяйственных предприятий Амвросиевского района. В 1948 году совхоз получил в среднем с каждого гектара по 30,7 центнеров пшеницы с площади 379,5 гектаров.
Указом Президиума Верховного Совета СССР от 6 апреля 1949 года удостоен звания Героя Социалистического Труда за «получение высоких урожаев пшеницы и кукурузы при выполнении совхозом плана сдачи государству сельскохозяйственных продуктов в 1948 году и обеспеченности семенами всех культур в размере полной потребности для весеннего сева 1949 года» с вручением ордена Ленина и золотой медали «Серп и Молот» (№ 3268).
Этим же указом званием Героя Социалистического Труда были награждены старший агроном Сергей Иосифович Сологубов, труженики совхоза звеньевые Александра Прокофьевна Губанова, Анна Мироновна Красюк, Пелагея Ивановна Любомищенко и Мария Николаевна Мёд.
В последующие годы совхоз «Металлист» продолжал демонстрировать высокие результаты в сельскохозяйственном производстве. В совхозе развивалось виноградарство, бахчеводство, садоводство и животноводство. Занимался социально-культурным развитием посёлка Войковский. Все посёлки совхоза были газифицированы и электрифицированы. Под его руководством были построены больница, амбулатория, новая школа, двухэтажный Дом культуры имени Ленина и другие объекты.
После выхода на пенсию в 1963 году проживал в Амвросиевском районе. С 1968 году — персональный пенсионер союзного значения. Умер в сентябре 1987 года.
Награды
- Герой Социалистического Труда
- Орден Ленина — дважды (1949; 23.08.1950)
- Орден Трудового Красного Знамени (26.02.1958)